# Greg Page
Greg Page (25 de octubre de 1958 – 27 de abril de 2009) fue un boxeador profesional de los Estados Unidos que compitió entre 1979 y 2001, llegando a convertirse en campeón del peso pesado para la Asociación Mundial de Boxeo entre 1984 y 1985. También fue sparring habitual de Mike Tyson.

## Biografía

### Título mundial
En marzo de 1984 peleó ante Tim Witherspoon por el cinturón del Consejo Mundial de Boxeo. Page tuvo problemas con el promotor Don King, dejando de entrenar para presionarle, por lo que no acudió al combate en su mejor forma física. Witherspoon ganó el combate por decisión mayoritaria después de doce asaltos. En agosto de ese mismo año peleó ante David Bey, y volvió a perder, en esta ocasión por decisión unánime en doce asaltos.
Poco después, Bey se negó a luchar en Sudáfrica contra el campeón de la Asociación Mundial de Boxeo, Gerrie Coetzee, debido al apartheid. Page aceptó pelear contra Coetzee, y lo derribó en dos ocasiones antes de noquearlo en el octavo asalto.